# Sestav petih tetrahemiheksaedrov
Sestav petih tetrahemiheksaedrov je seznam sestavov uniformnih poliedrov in simetrična razporeditev  petih tetrahemiheksaedrov. Je kiralno telo z ikozaedersko simetrijo (I).

## Sorodni poliedri
| ikozidodekaeder | sestav petih oktaedrov | sestav petih tetrahemiheksaedrov |

## Vir
- Skilling, John (1976), »Uniform Compounds of Uniform Polyhedra«, Mathematical Proceedings of the Cambridge Philosophical Society, 79: 447–457, doi:10.1017/S0305004100052440, MR 0397554.